# Space Quest
Space Quest is een reeks van komische avonturenspellen uitgebracht tussen 1986 en 1995. De reeks is gebaseerd op het personage Roger Wilco, een conciërge/klusjesman van een ruimteschip. Hij voert campagne in het heelal onder het motto "waarheid, gerechtigheid en propere vloeren".
Het spel werd gemaakt door Sierra On-Line en bedacht door Mark Crowe en Scott Murphy. Het spel parodieert titels in het sciencefictiongenre, zoals Star Wars en Star Trek. De intromuziek is een parodie op het Star Wars-thema. Ook bevatten de spellen referenties naar McDonald's en Microsoft. De serie bevat veel humor en absurde verhaallijnen en locaties. Roger Wilco, een geboren mislukkeling, is de underdog die meermaals het universum redt van de een of andere catastrofe. Zijn acties worden door anderen genegeerd of hij wordt bestraft omdat hij bepaalde voorschriften niet volgde.

## Roger Wilco
In de eerste twee spellen van Space Quest kon de speler zelf een naam geven aan het hoofdpersonage, maar standaard stond er Roger Wilco. Roger is afkomstig van de planeet Xenon uit het Earnon-stelsel. Hij werkt als klusjesman op het ruimtetuig Arcana waar men wetenschappelijk onderzoek doet. Roger is een geboren mislukkeling die problemen aantrekt. Bij start van het eerste spel is Roger de enige overlevende na een aanval van vijandige Sariëns. Later schrijft hij zich in aan de StarCon Academy. In het vijfde spel maakt hij promotie en wordt hij kapitein van SCS Eureka, een vuilnisophaalruimtetuig. Hij wordt verliefd op Beatrice Creakworm Wankmeister. In het vierde spel is er een tijdreis waaruit blijkt dat Roger zal trouwen met Beatrice en ze een zoon Roger Wilco Jr hebben. In het zesde spel degradeert hij terug naar klusjesman en wordt naar een uithoek in de kosmos gestuurd. Beatrice komt niet voor in het zesde spel, maar er wordt wel naar gerefereerd.
In de eerste twee spellen heeft Roger bruin haar. Vanaf het derde spel heeft hij blond haar.

## Spellen
Volgende spellen werden door Sierra Online uitgebracht en behoren tot de officiële reeks.

### Space Quest: The Sarien Encounter
Het eerste spel kwam uit in oktober 1986 en was een hit. Men schat dat er tot 200.000 kopieën van werden verkocht, wat veel is gezien de meeste gezinnen destijds geen computer hadden. In 1991 werd het spel heruitgebracht onder de naam "Space Quest I: Roger Wilco in the Sarien Encounter" en werden de tekeningen heropgewaardeerd naar VGA-resolutie.
Roger Wilco is conciërge van een ruimteschip. Na een aanval van Sariëns, die ook de "Star Generator" stelen, is hij de enige overlevende. Hij ontvlucht het schip met een pendel, maar crasht in de woestijn van een planeet. Dankzij een arcadespel wint hij geld en kan hij een ruimtetuig kopen. Roger vliegt naar het hoofdschip van de Sariëns en herprogrammeert de "Star Generator" naar een "Star Destructor" en vlucht. Wanneer de Sariëns even later de generator gebruiken, ontploft hun schip.

### Space Quest II: Vohaul's Revenge
Dit spel kwam uit in 1987. Roger werkt nu op het Xenon Orbital Station 4 als enige klusjesman. Daar wordt hij ontvoerd door Sludge Vohaul die achter de aanslag in het eerste spel zat. Roger wordt als gevangene ingezet in de Labion-mijnen omdat hij het plan van Vohaul heeft gedwarsboomd. Wanneer Roger op een dag wordt overgevlogen naar de mijn, crasht het schip. Roger belandt in de jungle en moet daar ontsnappen. Hij achterhaalt dat Vohaul nu plannen heeft om al het leven op de planeet Xenon uit te roeien.

### Space Quest III: The Pirates of Pestulon
Dit spel kwam uit in 1989. Na zijn ontsnapping op het einde van het tweede spel wordt Roger "gevangengenomen" door een reusachtige automatische vuilniswagen. Daar herstelt hij het oude schip "Aluminum Mallard", een kruising tussen een Spruce Goose en de Millennium Falcon. Hij ontdekt de duistere plannen van het computerspelbedrijf ScumSoft dat wordt geleid door de "Piraten van Pestulon".

### Space Quest IV: Roger Wilco and the Time Rippers
Dit spel kwam uit in 1991. In het spel reist Roger naar zowel het verleden als de toekomst om te ontkomen aan een herboren Sludge Vohaul die hem tracht te doden. Roger belandt zelfs in de spellen Space Quest X: Latex Babes of Estros en Space Quest I. In dit laatste zijn de beelden en muziek zoals in het originele spel, enkel Roger is opgebouwd uit een kleurenpalet van 256 kleuren. Daardoor wordt hij door de anderen als pretentieus aanzien.

### Space Quest V: The Next Mutation
Dit spel kwam uit in 1993. Roger is nu cadet aan de StarCon academie. Doordat hij vals speelt op het eindexamen, studeert hij met succes af en wordt kapitein van zijn eigen ruimteschip Eureka (wat een vuilnisruimteschip blijkt te zijn). Er is een epidemie in het heelal uitgebroken waarbij geïnfecteerden muteren. Roger gaat op zoek naar de achterliggende bron. De Eureka wordt aangevallen door het oorlogsschip SCS Goliath. Roger offert zijn schip op om aan de plaag te ontkomen. Onverwacht wordt hij commandant van een vlaggenschip.

### Space Quest 6: The Spinal Frontier
Dit spel kwam uit in 1995 en is het laatste uit de Space Quest-serie. Na de mutanten te hebben verslagen, keert Roger terug naar het hoofdkwartier van StarCon. Daar verneemt hij dat hij de StarCon richtlijnen totaal heeft genegeerd waardoor hij zijn titel verliest en degradeert naar tweedeklas klusjesman. Hij wordt overgebracht naar het schip SCS DeepShip 86 onder het bevel van commandant Kielbasa. De grootste bandieten in het spel zijn de oude vrouw Sharpei en haar hond Shar Pei. Verder dient Roger zichzelf te verkleinen zodat hij het lichaam van een collega kan betreden.
Oorspronkelijk zou de subtitel Where in Corpsman Santiago is Roger Wilco? zijn, maar Broderbund Software dreigde met een rechtszaak omdat dit te sterk verwees naar de Carmen Sandiego-spelreeks.

### Space Quest VI: The Spinal Frontier Interactive Demo
Dit promotiespel is een kort spel op zichzelf. Het verhaal speelt zich af op SCS DeepShip 86 waar Borg-achtige wezens het schip hebben overgenomen. Roger dient hen te verslaan.

### "Verdere" sequels
Deze spellen worden bezocht in Space Quest IV, maar werden nooit gemaakt.
- Space Quest X: Latex Babes of Estros Roger heeft een kortstondige affaire met Zondra van de Latex Babes. In deze tijdlijn bevindt Roger zich op de planeet Estros en werkt hij in de Galaxy Galleria.
- Space Quest XII: Vohaul's Revenge II: In deze tijdlijn werd het bewustzijn van Vohaul geüpload naar een Xenon supercomputer. Daar wordt het een computervirus dat de planeet overneemt. Hij stuurt klonen van zichzelf terug in tijd om Roger te doden.

### Spin-offs

#### Roger Wilco's Spaced Out Game Pack
Budget software bracht een spel uit dat bestaat uit enkele mini-games met elementen uit de Space Quest-serie.

#### Planet Pinball
Planet Pinball is een onderdeel uit het spel Take a Break! Pinball. Deze module bevat drie flipperkasten met Space Quest IV als thema. De flipperkasten noemen "Level One: Planet Xenon in the Beginning", "Level Two: Spaced Travel" en "Level Three: Reformation Day".

#### Hoyle Book of Games
Roger Wilco is een van de tegenstanders in het spel Hoyle's Official Book of Games, Volume I. Daar heeft hij conversaties met de andere spelers en heeft hij het volop over zijn avonturen. Roger keert tezamen met Arnoid en Vohaul terug in Hoyle 3. Ook in Hoyle Classic Card Games is Roger aanwezig. In de laatste twee spellen zijn de dialogen enkel beperkt tot het kaartspel.

## Afgevoerde spellen

### Space Quest VII: Return to Roman Numerals
De subtitel "terugkeer naar Romeinse cijfers" is gebaseerd op het vorige spel dat Space Quest 6 noemde en niet Space Quest VI zoals in de voorgangers.
Sierra startte in 1996 aan Space Quest VII. Een trailer was beschikbaar in de The Space Quest Collection, een collectie van alle zes de Space Quest spellen. Sierra pauzeerde de ontwikkeling omwille van het gefaalde Grim Fandango-spel van LucasArts waardoor de perceptie ontstond dat de hype van komische avonturenspellen over was. Nadat Sierra werd overgenomen door Vivendi Games werd Space Quest VII volledig stopgezet. In 1999 zou Vivendi Games het project wel hebben herbekeken, maar gepauzeerd.

### Space Quest
In 2002 waren er plannen om een Space Quest-spel uit de brengen voor Xbox. Dit spel zou zich volgens een trailer richten op het personage Wilger. Het spel werd in 2003 geannuleerd.

## Collecties
Sierra herbracht bepaalde delen van de Space Quest serie opnieuw uit onder de vorm van collecties, al dan niet met een heropwaardering van de kleuren, resoluties en muziek.
- The Space Quest Trilogy: Roger Wilco - The Other World Series (1992) – bevat een VGA-versie van Space Quest, Space Quest II en Space Quest III op floppy disk.
- The Space Quest Saga (1993) – bevat een VGA-versie van I, II, III en IV op floppy disk.
- The Space Quest 15th Anniversary Collector's Edition (1994) – werd uitgebracht naar aanleiding van 15 jaar Sierra en bevat een VGA-versie van de eerste vijf Space Quest-spellen. Verder bevat de collectie Roger Wilco's Spaced Out Game Pack en een animatie over Two Guys from Andromeda. Ook bevatte de doos een complete geschiedenis over het spel. Daarnaast werd de collectie in enkele andere talen uitgebracht. Een extra bonusspel over de vreemde geschiedenis van "The World Famous Talking Bear" werd opgenomen.
- Roger Wilco Unclogged (1995) – Bevat ongeveer hetzelfde als Roger Wilco's Spaced Out Game Pack. De animatie over "Two Guys from Andromeda" werd vervangen door "Inside Space Quest"
- Space Quest Collection Series: Starring Roger Wilco (1997) – Alle zes de spellen en een trailer van het zevende spel
- Space Quest Collection: A Long Time Ago in A Janitor Closet Far Far Away (2006) – Bevat een VGA-versie van het eerste spel. De andere spellen zijn de originele releases.
- Space Quest 1+2+3 & 4+5+6 collections (2010) – Een collectie speciaal ontworpen voor GOG.com, maar het bevat niet de VGA-versie van het eerste spel.
- Space Quest Collection: Deze collectie kwam in 2006[1] op de markt. Hier worden de spellen opgestart met behulp van DOSBox zodat ze op Windows XP en hoger speelbaar zijn.

## Fan-made spellen
Volgende spellen werden gemaakt door fans en behoren daardoor niet tot de officiële reeks:
- Space Quest 0: Replicated – een prequel van Space Quest I.[2]
- Space Quest: The Lost Chapter – speelt zich af ergens tussen het tweede en het derde spel.
- Space Quest IV.5: Roger Wilco And The Voyage Home - speelt zich af tussen het vierde en vijfde spel.[3]
- Space Quest: Vohaul Strikes Back – speelt zich af na Space Quest 6.
- Space Quest 2 Remake: Vohaul's Revenge – een remake van Space Quest 2 in de stijl van Space Quest IV door Infamous Adventures.[4]
- Space Quest: Incinerations – dit spel is meer actiegericht[5]
- Space Quest Minus 1: Decisions of the Elders